# Gutnach
Die Gutnach ist ein ungefähr 12,5 km langer, rechter Nebenfluss des Haselbachs. Somit ist sie ein indirekter rechter Nebenfluss der Günz und folglich auch ein indirekter rechter Nebenfluss der Donau in Bayern, Deutschland.

## Verlauf
Die Gutnach entsteht durch den Zusammenfluss der Vorderen und der Hinteren Gutnach unmittelbar nördlich der Brücken der Kreisstraße MN 8 über die beiden Quellbäche ungefähr einen halben Kilometer östlich der Ortschaft Märxle (Gemeinde Oberschönegg, Landkreis Unterallgäu). Von dort aus fließt sie in einem relativ engen Tal in nördlicher Richtung bis zur Mündung in den Haselbach nordöstlich von Ebershausen. Südlich von Hairenbuch fließt die Gutnach über die Landkreisgrenze in den Landkreis Günzburg.
Folgende Ortschaften liegen im Tal der Gutnach:
| - Beblinstetten (Gemeinde Kirchhaslach) - Korb (Gemeinde Breitenbrunn) - Kaisersmoos (Gemeinde Breitenbrunn) | - Hörlis (Gemeinde Kirchhaslach) - Halden (Gemeinde Kirchhaslach) - Hairenbuch (Gemeinde Waltenhausen) |

## Quellbäche

### Vordere Gutnach
Die Vordere Gutnach, der östliche Quellbach der Gutnach, entspringt nördlich von St. Johann (Gemeinde Kammlach) auf 632 m ü. NHN (48° 4′ 35″ N, 10° 22′ 32″ O). Zuerst fließt der Bach in nördlicher Richtung, dann nordöstlich und erreicht nach 5,4 km Länge 591 m ü. NHN, wo er in der Nähe von Märxle mit der Hinteren Gutnach zusammenfließt und die Gutnach bildet. Der Höhenunterschied zwischen der Quelle und dem Zusammenfluss beträgt 41 Meter. Die Vordere Gutnach hat dieselbe Fließgewässerkennziffer, wie die Gutnach: 115842.

### Hintere Gutnach
Die Hintere Gutnach ist der westliche Quellbach der Gutnach. Sie entspringt nordöstlich von Arlesried (Markt Erkheim) auf einer Höhe von 636 m ü. NHN (48° 4′ 56″ N, 10° 21′ 22″ O; Höhenunterschied Quelle-Mündung: 45 m). Der in nördlicher Richtung fließende Bach mündet nach 3,1 km in die Vordere Gutnach.

## Sonstiges
Mitte des 20. Jahrhunderts fand man heraus, dass sich in dem Gebiet, das durch die Vordere Gutnach im Westen und die Kreisstraße MN 8 im Norden begrenzt wird, in 1500 m Tiefe eine Erdöllagerstätte befindet. Während der Förderung des Erdöls von 1964 bis 1995 entdeckte man zusätzlich Erdgas, das dann ebenfalls gefördert wurde.